# CPT II-brist
CPT II-brist är en ämnesomsättningssjukdom som består i brist på karnitinpalmitoyltransferas II (CPT II). Sjukdomen leder till nedsatt transport och beta-oxidation av långa fettsyrekedjor i mitokondrierna. Sjukdomen är mycket ovanlig med endast ett par hundra beskrivna fall. Sjukdomen medför att individen avlider inom några dagar eller månader. Sjukdomen förekommer i tre olika former; myopatisk, svår infantil och letal neonatal. Den vanligaste formen är myopatisk som ofta ger muskelvärk, med eller utan myoglobinuri, samt med förhöjda nivåer av kreatinkinas i serum. Symptom förekommer ofta i samband med ansträngande träning, förkylning, feber, eller vid långvarig fasta. Svår infantil och letal neonatal form är allvarliga multisystemiska sjukdomar som kännetecknas av leversvikt med hypoketotisk hypoglykemi, kardiomyopati, kramper och för tidig död.

## Genetik
CPT II-genens position är lokaliserad till p-armen på kromosom 1 (chr1:53,196,429-53,214,197) och är 17 769 baspar lång. Genen består av fem exoner varav alla är kodande. Genom alternativ splicing kan genen ge upphov till 12 olika transkript varav 6 är proteinkodande. Ärftlighetsmönstret för CPT II är autosomalt recessivt. Över sextio mutationer i CPT II-genen, har kopplats till CPT II-brist. Dessa mutationer är oftast icke-synonyma (orsakar ett utbyte av en aminosyra) eller små deletioner. Några av de vanligaste varianter man hittat är p.Ser113Leu, p.Lys414ThrfsTer7, p.Pro50His , p.Arg503Cys, pGly549Asp och p.Met214Thr. Den vanligaste varianten är p.Ser113Leu som ligger bakom ca 60 % av fallen. Den förändrade aminosyrasekvensen leder till ett felaktigt protein med reducerad beta-oxideringsförmåga. Då de flesta mutationer ligger utanför den katalytiska domänen tros de mer påverka stabiliteten än den direkta aktiviteten hos proteinet och därmed istället indirekt påverka den katalytiska aktiviteten.

## Diagnostik
HLPC tandemmasspektrometri av plasma acylkarnitiner rekommenderas som ett första screeningtest. Om testet visar på nedsatt beta-oxidation görs en genriktad analys på gen CPT II för varianterna p.Ser113Leu, p.Lys414ThrfsTer7, p.Pro50His , p.Arg503Cys, pGly549Asp och p.Met214Thr. Detta sker genom bidirektionell Sanger-sekvenseringsanalys med hjälp av till exempel ett Applied Biosystems 3730 kapillärsekvenseringsinstrument.

## Prevalens
Prevalensen för CPT II-brist är låg. För den myopatiska formen har 300 fall beskrivits medan för svår infantil och neonatal form endast 30 respektive 18 fall. De första symptomen vid den myopatiska formen kan visa sig vid allt ifrån 1 års ålder till över 60 års ålder. Statistiken pekar på att prevalensen är högre bland män än kvinnor. Orsaken till detta är oklar. 

## Symptom och behandling
Symptom och svårighetsgrad varierar mycket. Varianten p.Ser113Leu är oftast associerad till den myopatiska formen med mildare symptom. Varianterna P.Pro227Leu, p.Lys642ThrfsTer6 och p.Lys414ThrfsTer7 är associerade med den letala neonatala formen som kan leda till leversvikt, hypoketotisk hypoglykemi, kardiomyopati, andnöd och/eller hjärtarytmier. Prognosen är dålig och individen avlider inom några dagar eller månader. Svår infantil form karaktäriseras av hypoketotisk hypoglykemi, leversvikt, kardiomyopati, perifer myopati och kan resultera i plötslig spädbarnsdöd. Att upptäcka patogena varianter tidigt är därmed av stor vikt för att genom behandling minska dödsfall och dämpa symptom. Behandling ges genom glukostillförsel vid symptom. I förebyggande syfte för att undvika symptom rekommenderas patienter hög-kolhydrat-låg-fett diet och att undvika långvarigt muskelarbete.